# 小行星8210
小行星8210（英語：8210 NANTEN）是一颗围绕太阳公转的小行星。1995年3月5日，小林隆男在大泉町发现了此天体。
这颗小行星的绝对星等为212.17291等。